# Garçon de Kayhausen
Le garçon de Kayhausen () est un inconnu dont le corps momifié a été découvert en 1922 dans une tourbière de sphaignes à Kayhausen, un lieu-dit de la commune de Bad Zwischenahn, en Basse-Saxe (Allemagne), à environ 10 km au nord-ouest d'Oldenbourg. Ce corps est celui d'un garçon de 7 à 8 ans environ, ayant vécu au IVe siècle av. J.-C. (âge du Fer).

## Caractéristiques du corps

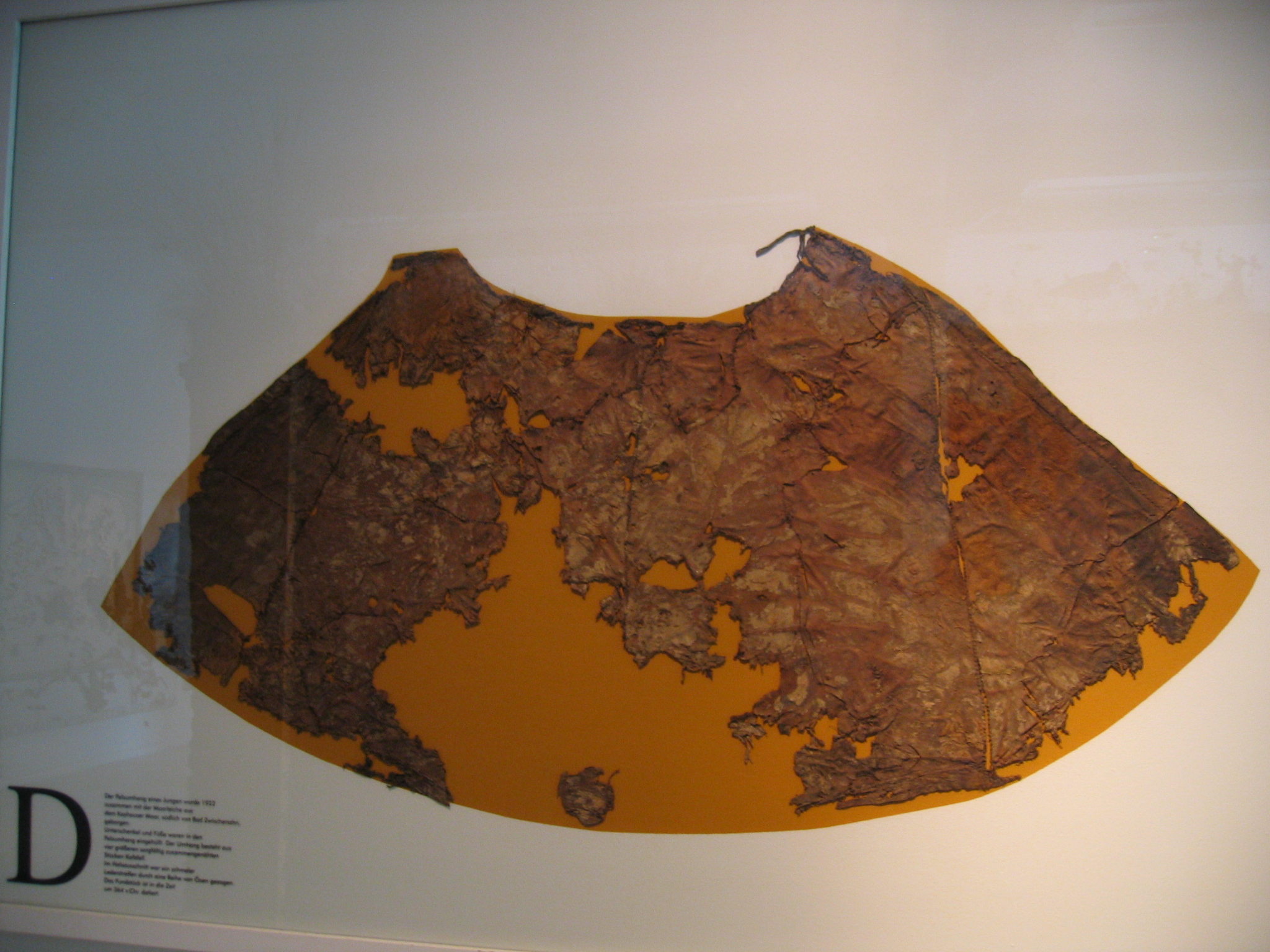
Restes de la cape en fourrure que portait la jeune victime.

On attribue la cause de la mort de cet enfant à de multiples coups de poignard dans le cou. Le cadavre, vêtu d'une fourrure, avait les bras entravés dans le dos par une corde de laine. Les chevilles étaient elles aussi reliées l'une à l'autre par une corde étroitement serrée. Une fois mort, il avait été immergé dans la tourbière face vers le bas. La première autopsie, réalisée en 1952, a indiqué que la mort était survenue entre le Ier et le IIe siècle, mais une analyse plus poussée au carbone 14 dans les années 1990 a révélé qu'elle était plus ancienne. On a aussi pu déterminer la composition de son dernier repas, fait de lin, de millet, d'orge et d'épeautre (ou de blé).

### Un enfant malade
L'état du corps de l'enfant tend à montrer que sa croissance a été interrompue, avant sa mort, soit par une maladie, soit à cause de malnutrition. En effet, la tête de son fémur présentait les signes d'une ostéonécrose aseptique, nécrose causée par un apport réduit du sang dans la hanche. Soit donc, la hanche était disloquée, soit le fémur était fracturé, ce qui avait provoqué la mort de l'os. Cet état peut aussi avoir été provoqué par une leucémie ou une drépanocytose. Cette nécrose était probablement très invalidante pour l'enfant, limitant ses mouvements et lui causant de vives douleurs.